# شانی تکلو
وجیه‌الدین نسف شأنی تَکَلّو (زادهٔ ۹۵۳ – درگذشتهٔ ۱۰۲۳ هجری قمری) از شاعران پارسی‌گوی ایرانی سده‌های دهم و یازدهم قمری و هم‌عصر با شاه عباس اول صفوی است.
او بیشتر عمر خود را در همدان و اصفهان و تهران به سر برد. وی از شاعران دربار شاه عباس صفوی بود و همیشه در محضر پادشاه بود و ملازمش محسوب می‌شد. داستان به زر کشیدن او توسط شاه عباس از شهرت ویژه‌ای برخوردار است. 
او چند بیت مثنوی در مدح شاه عباس سروده بود که یکی از ابیاتش این بود: 
اگر دشمن کشد ساغر و گر دوست
به طاق ابروی مردانهٔ اوست
شاه عباس به اندازه وزن شاعر، سکه‌ی طلا به عنوان سله به او بخشید. 
دیوان شانی حدود ۱۰ هزار بیت دارد. اغلب اشعار او در قالب غزل هستند؛ البته مثنوی، قصیده و ترکیب‌بند نیز در میان سروده‌هایش دیده می‌شود. این شاعر همچون دیگر شاعران سبک هندی بسیار نکته‌سنج و مضمون‌گراست. همچنین در شعرش ظرافت ویژه‌ای به چشم می‌خورد. از سوی دیگر موضوع شعرهای او مدح پیامبر اسلام و امامان شیعه، شاهان صفوی و وزیران آن دوره است. 
شانی در پایان عمرش از اصفهان به مشهد رفت و در آنجا ساکن شد. او سالی بیست تومان از دربار به عنوان خراج دریافت می‌کرد و تا زمان مرگ در مشهد ساکن شد.

## پی‌نوشت
1. ↑  شانی تلکو، دیوان شانی.
2. ↑  بنیاد دائره المعارف اسلامی. مدخلهای منتشر نشده. حرف: ش -- صفحه: ۳ --